# Tư Mã (họ)
Tư Mã (chữ Hán: 司馬, Bính âm: Sima, Wade-Giles: Ssu-ma) là một họ của người Trung Quốc. Họ này là một trong 60 họ kép (gồm hai chữ) trong danh sách Bách gia tính.